# Constituents per la Ruptura
Constituents per la Ruptura (CxR) és una col·lectiu polític català nascut a Mollet del Vallès l'any 2015 com un corrent dins del Procés Constituent (PrC). És una de les onze organitzacions que es van reunir per formar la Candidatura d'Unitat Popular - Crida Constituent per a les Eleccions al Parlament de Catalunya de 2015, que aposta per la unitat de totes les forces independentistes. El seu objectiu final és la República catalana independent.
El març 2015 van presentar dues esmenes a l'Assemblea General Ordinària de Procés Constituent en les quals cridaven a considerar plebiscitàries les eleccions a la Generalitat de Catalunya del 27 de setembre del mateix any. Quan no van ser acceptades, van constituir-se en corrent d'opinió. Van preparar una proposta que van presentar el 14 de juny de 2015 a l'Assemblea General Extraordinària (AGE) de Procés Constituent. Hi van cridar a participar en la candidatura unitària independentista, que promovia la CUP i l'Espai per la Ruptura, una agrupació d'anticapitalistes i independentistes diversos.
Molts federalistes de PrC van optar el 2015 a sumar-se en nom personal a la candidatura reformista i federalista de Catalunya Sí que es Pot (CSQP). El 2015, la CUP-CC, de la qual CxR era part, va obtenir deu escons, un èxit que superava els tres diputats de l'anterior legislatura i permetia formar grup parlamentari propi. CxR es va incorporar amb veu i vot al Grup d'Acció Parlamentària (GAP) que havia d'ocupar-se de debatre i votar els posicionaments oficials de la CUP-CC al Parlament de Catalunya.
Dins de la CUP, el 2021 hi tenia un pes més aviat petit. En aquesta ocasió, dins de la CUP van ser partidari a formar part del govern per a poder fomentar propostes progressistes, el que aleshores era una posició minoritària. El febrer 2021, en reacció al resultat de les eleccions, va prendre posició per a una reforma dels Mossos d'Esquadra com a conditio sine qua non per a una col·laboració de la CUP amb el nou govern.